# Kosjön (Tiveds socken, Västergötland, 650936-142864)
Kosjön är en sjö i Laxå kommun i Västergötland och ingår i Motala ströms huvudavrinningsområde. Sjöns area är 0,005 kvadratkilometer och den är belägen 170 meter över havet.